# سل جلدي فوهي
سل جلدي فوهي (بالإنجليزية: Tuberculosis cutis orificialis)‏ هو أحد أنواع السل الجلدي الذي يصيب فوهات الجسم في مكان طرح المفرزات الحاوية على العصيات السلية. عند المصابين بسل داخلي كما في جوف الفم والشفتين أو صماخ الإحليل أو المستقيم والشرج تبدأ الإصابة ببثرة تتقرح وتكون التقرحات صغيرة، سطحية وشكلها غير منتظم ثم تتسع وتكون مؤلمة وغنية بالعصيات. تشخيصها سهل عند معرفة الإصابة الداخلية ولكن إنذارها سيء تعالج بمعالجة السل.:335